# Reginald Rodrigues
Reginald Rodrigues (29 mei 1922 - 15 augustus 1995) was een Indiaas hockeyer. 
Rodrigues won in 1948 met de Indiase ploeg de olympische gouden medaille.

## Resultaten
- 1948  Olympische Zomerspelen in Londen